# 육체와 악마
《육체와 악마》(영어: Flesh and the Devil)는 1926년 개봉한 미국의 무성, 로맨틱 드라마 영화이다. 클래런스 브라운이 감독을 맡았으며, 헤르만 주더만의 소설 The Undying Past 가 영화의 원작이다. 2006년 미국 국립영화등기부에 등재되었다.

## 출연

### 주연
- 존 길버트
- 그레타 가르보

### 조연
- 라르스 한손
- 바버라 켄트

- 윌리엄 오라몬드
- 유지니 베서러
- 마르셀 코르데
- 롤프 세던